# Kubice (województwo opolskie)
Kubice (daw. Kubinów, niem. Kaundorf) – wieś w Polsce położona w województwie opolskim, w powiecie nyskim, w gminie Nysa.
W latach 1975–1998 miejscowość administracyjnie należała do ówczesnego województwa opolskiego.
We wsi ma swoją siedzibę leśnictwo Kubice, które należy do nadleśnictwa Prudnik (obręb Szklary).
Kubice leżą 8 km od Nysy w województwie opolskim nad rzeką Nysą Kłodzką. Miejscowość Kubice leży na szlaku kolejowym Nysa – Opole.

## Nazwa
Wieś początkowo nosiła nazwę Kubinów od imienia jej założyciela. Potem, w czasach gdy powiat nyski znajdował się w niemieckich rękach wieś zmieniła nazwę na Kaundorf.

## Historia
Pierwsza wzmianka o Kubicach pochodzi z XIII wieku.
Na północ od stacji kolejowej w Kubicach znajdował się fabryka Schlesische Flachswerke Kaundorf, kupiona około 1922 przez zakład S. Fränkel z siedzibą w Prudniku (późniejsze Zakłady Przemysłu Bawełnianego „Frotex”).

## Zabytki
Do wojewódzkiego rejestru zabytków wpisany jest:
- kościół fil. pw. Wniebowzięcia NMP, z 1806 r., k. XIX w.